# Allegany County (New York)
Allegany County je okres ve státě New York ve Spojených státech amerických. K roku 2010 zde žilo 48 946 obyvatel. Správním městem okresu je Belmont. Celková rozloha okresu činí 2 678 km².